# Pilot Point (Alaska)
Pilot Point is een plaats (city) in de Amerikaanse staat Alaska, en valt bestuurlijk gezien onder Lake and Peninsula Borough.

## Demografie
Bij de volkstelling in 2000 werd het aantal inwoners vastgesteld op 100.
In 2006 is het aantal inwoners door het United States Census Bureau geschat op 84, een daling van 16 (-16.0%).

## Geografie
Volgens het United States Census Bureau beslaat de plaats een oppervlakte van
364,0 km², waarvan 65,8 km² land en 298,2 km² water.

## Plaatsen in de nabije omgeving
De onderstaande figuur toont nabijgelegen plaatsen in een straal van 104 km rond Pilot Point.